# Gens Apia
La gens Apia  (en latín: Appia) era una familia plebeya de la antigua Roma. Su nomen, Appius, es un apellido patronímico basado en el praenomen Apio.

## Miembros
- Sexto Apio Severo, cuestor de Tito.[2][3]
- Lucio Apio Máximo Norbano, un consumado general bajo Domiciano y Trajano. Sofocó la revuelta de Lucio Antonio Saturnino en Germania Superior, d. C. 91. Fue cónsul en el 103. Aunque disfrutó del éxito en las Guerras dacias, fue derrotado y asesinado en la Guerra de los Partos en el año 115 d. C.[4][5][6][7][8][9]
- Aurelio Apio Sabino, praefectus de Egipto desde el 249 hasta el 250 d. C.[10]